# 明徳義塾中学校・高等学校
明徳義塾中学校・高等学校（めいとくぎじゅくちゅうがっこう・こうとうがっこう）は、高知県にある私立中学校・高等学校である。中高一貫教育を実施しており、須崎市浦ノ内下中山に堂ノ浦キャンパス（本校）、土佐市宇佐町竜に国際キャンパスがある。

## 概要
校名「明徳」は中国の古典「大学」の一節からとられた。明徳とは、天地自然の法則や先人の教えを明らかにすることである。1984年4月1日に校名がそれまでの「明徳」から「明徳義塾」に変更されている。
道徳科学（モラロジー）を根幹とした徳体知（徳育・体育・知育）の優先順位で教育を行っている。
全校生徒の9割が寮生活を送っている。（後述）
すべての生徒にクラブ活動への参加を義務づけている。野球部、剣道部、ゴルフ部などが全国大会で優勝経験がある（後述）。
全国的にも珍しく、中学・高校の校舎内で接骨院が開業されている。

### キャンパス
- 堂ノ浦キャンパス - 中学普通クラス、高校総合コース。寮や教員住宅、校舎や体育館、グラウンド、各競技道場がある[8]。
- 竜キャンパス - 中学国際クラス、高校国際コース[8]。

### コース
- 中学校
  - 普通クラス（堂ノ浦キャンパス）
  - 国際クラス（竜キャンパス）

- 高等学校
  - 総合（堂ノ浦キャンパス）
  - 国際（竜キャンパス）
    - 特別進学コース
    - 英語コース
    - 中国語コース
    - 日本語コース

## 沿革
(この節の出典)
- 1972年（昭和47年）12月 - 学校法人明徳中学校認可
- 1973年（昭和48年）4月 - 明徳中学校　開校
- 1976年（昭和51年）4月 - 明徳高等学校　開校
- 1978年（昭和53年）6月 - 体育館・剣道場・相撲道場落成
- 1983年（昭和58年）4月 - 野球道場完成
- 1984年（昭和59年）4月 - 明徳義塾中学校・明徳義塾高等学校と校名改称
- 1986年（昭和61年）4月 - 特別進学コース設置
- 1996年（平成8年） 4月 - 通学制導入[9]
- 2001年（平成13年）4月 - 竜国際キャンパス開校[10]
- 2013年（平成25年）4月 - 竜国際キャンパスに新寮「養徳寮」と新食堂が完成

## 行事
（この節の出典）
ここでは明徳義塾特有の行事について説明する。
- 墓参帰省（中1）[12]：4月下旬に実施されている。単なる連休ではなく、教員から以下の通り指導されている。

墓参帰省の意味は、親元を離れて、今ここの自分がいることに対して、親祖先ならびに、大自然の御恵みに感謝し、お墓参りをしてください。お墓が近くにない人は仏壇に手を合わせて感謝をしてください。仏壇がない人は、お墓の方角を向いて感謝をしてください。この3週間の明徳生活で学んだ履物を揃える。食器の準備や片付けや掃除など、日ごろの寮生活をお家でもやりましょう。
- 防災訓練：年に4回の防災訓練が実施されている。

- 寮祭：蛍祭の名称で7月に開催されている[13]。

## 寮生活
イギリスの伝統的なパブリック・スクールを手本とし、生徒による自主運営を基本としながら各寮やキャンパス内に居住する教職員が師弟同行の精神でサポートするのが特徴である。生徒全員に全寮制を義務付けるのではなく、生徒の希望に応じて入寮する教育方針であるが、実際には生徒の9割が寮生活をしており、高知県外及び海外からの生徒の受け入れも積極的である。在校生の3分の1は海外からの留学生である。
堂ノ浦キャンパス内には次の寮が設けられている。

### 男子寮
- 川薪寮
- 種智院
- 青雲寮
- 11寮
- 12寮
- 13寮
- 14寮
- 15寮

### 女子寮
- 1寮
- 2寮
- 3寮
- 4寮
- 5寮
- 6寮

竜国際キャンパス内には養徳寮が設けられており、男子のみである。
高校寮生の平日のタイムスケジュールは次の通りである。

### 午前
- 6：30～起床
- 6：50　点呼・部屋の掃除
- 7：10　朝礼　国家・校歌斉唱　ラジオ体操　行進
- 7：30～8：00　食堂にて朝食
- 8：15　竜キャンパス行きのバスが出発
- 8：30～12：10　授業（竜キャンパスは8：35～）

### 午後
- 12：10～12：50　昼食（竜キャンパスは弁当）
- 12：50～13：35　授業
- 14：00～クラブ活動（竜キャンパス生は15：40～）
- 17：00～18：50　夕食　入浴
- 19：00～19：20　掃除　点呼
- 19：30～19：50　夕礼
- 20：00～22：00　自習時間
- 22：30　消灯（延灯願いを出せば自習の延長可能）

生徒は「明徳時間5分前」と呼ばれる慣習に従い、常に5分前に次の行動に移れるよう心掛けなくてはならない。
服装は学校指定の制服、明徳特製のTシャツ、トレーナー、ジャージ、法被などを朝礼・登校・夕礼に合わせて着る。売店では菓子やジュース、ラーメン、パンなどを6000円分のプリペイドカードを使い、自動販売機で購入する。通常、校外に買いに行くことはできない。
食堂には「箸とらば」の歌詞が掲げられており、食事の前に合唱を行う。コロナ禍では中断していたが、2022年10月24日より復活した。
生徒が自分の故郷の方角に向いてお礼をする「ふるさと遥拝」が朝礼・夕礼時に実施されている。夕礼時には座禅を組むようになっている。

## 主な部活動

### 国際演劇部
イギリスのオックスフォード大学から演出家を招き、英語劇を年3回公演している。スローガンは部員がシェイクスピアの作品の中から選んだ「Turn All To The Best」。

### マーチングバンド部
従来の吹奏楽部より改組（時期未詳）。3年に1度、明徳の海外姉妹校とジョイントコンサートを開催している。

### サッカー部
近年、夏のインターハイ・冬の選手権出場など活躍が見られる。三都主アレサンドロなど多くのOBを輩出している。
2000年度の冬の選手権出場時には段原一詞が監督を務めていた。

#### 主な戦績
- 冬の選手権 9回出場
- 夏のインターハイ 5回出場

### 野球部
- 平成以降の甲子園大会に於ける成績は、高知県内ではトップ（平成元年以降、24年間での高知県甲子園出場校全勝利数50勝の内、明徳義塾40勝）である。
- 甲子園大会での初戦は1987年のセンバツでの関東第一高等学校への敗戦を除きすべて突破していたが、2011年センバツ初戦で日大三高校と対戦して敗れた。馬淵史郎監督就任以来、続いていた初戦突破が20連勝で途切れてしまった。
- さらに夏の選手権大会では1984年の初出場以来、連続初戦勝利数を延ばしていたが2015年に敦賀気比高校〈同年の春センバツ優勝校〉戦で延長10回裏3-4xと敗れ、サヨナラ負けを喫した。夏の大会で明徳義塾としては初めての初戦敗退となり、記録も「16回」でついにストップした。
- 選手権で同校が甲子園出場した1998年（横浜）、2010年（興南）、2012年（大阪桐蔭）は「春夏連覇」が達成されたが、いずれも「（平成時代での）春夏連覇」を達成した高校と対戦している。
- 校名変更後、ユニフォームのロゴを「明徳義塾」に変更したことがあるが、短期間で「明徳」に戻している。

#### 出来事
- 1981年 - 第12回明治神宮野球大会で愛知県立大府高等学校を3-1で破り初優勝。
- 1982年 - 甲子園初出場。センバツ2回戦で和歌山県立箕島高等学校と延長14回の大熱戦を展開する。
- 1983年 - センバツ準決勝で水野雄仁擁する同じ四国の徳島県立池田高等学校に1-2で敗れるも、出場2回目でベスト4入り。
- 1985年 - 野球部指導者が、大学野球の監督を招聘しようとして少女売春の斡旋を行い逮捕された。この不祥事により、出場が確実視されていた春のセンバツの推薦を辞退した。
- 1992年 - 夏の選手権で松井秀喜5打席連続敬遠して物議となり、大きな話題となった。
- 1998年 - 夏の選手権で横浜高校と準決勝で対戦し、8回表まで6-0でリードするものの6-7でサヨナラ負けとなった。
- 2002年 - 夏の選手権で智弁和歌山高校に7-2で勝ち、甲子園大会で念願の初優勝を果たす。
- 2004年 - センバツ準決勝で済美高等学校 (愛媛県)と対戦、中盤6点差を追いつくものの6-7の1点差で敗れ、ベスト4止まりに終わる。
- 2005年 - 夏の選手権に8年連続12回目の出場が決まっていたが、大会直前に喫煙と暴力事件が発覚し出場を辞退した。
- 2012年 - 夏の選手権で大阪桐蔭高校に0-4で敗れるも、8年ぶりのベスト4。（なお、夏は10年ぶり。）大阪桐蔭とは2014年まで3年連続で対戦。
- 2014年 - 国民体育大会で高崎健康福祉大学高崎高等学校を3-2で破り初優勝。
- 2017年 - 第48回明治神宮野球大会で創成館高等学校を4-0で破り同大会2回目の優勝を飾る。

#### 甲子園での実績（高等部）
2025年（令和7年）度春終了時
- 2002年（平成14年）度 第84回全国高校野球選手権大会: 優勝
- 通算 44回出場　63勝42敗
  - 選抜[26] 21回出場（1回中止）　25勝20敗 / ベスト4（1983年、2004年）、ベスト8（1984年、1996年、1998年、2000年、2002年、2014年）
  - 選手権[27] 23回出場　38勝22敗 / 優勝（2002年）、ベスト4（1998年、2012年、2016年）、ベスト8（2013年、2021年）
- 甲子園では初戦に滅法強く、初戦で敗退したのは1987年、2011年の選抜大会、2015年の選手権大会、2016年、2017年、2021年の選抜大会、2022年の選手権大会、2025年の選抜大会の8回のみで、1987年選抜は準優勝した関東一に1-3、2011年選抜はベスト4(夏の選手権は優勝)の日大三に5-6、2015年選手権は春の選抜で優勝した敦賀気比に3-4(延長10回)、2016年選抜はベスト4の龍谷大平安に1-7、2017年選抜は神宮大会準優勝の早稲田実に4-5(延長10回)、2021年選抜はベスト8の仙台育英に0-1、2022年選手権は神宮大会ベスト4の九州国際大付に1-2、2025年選抜はベスト4の健大高崎に1-3(延長10回TB)である。選抜における初戦敗退時の対戦相手監督は8回のうち2回(関東一、日大三)の相手は小倉全由監督である。

### 卓球部
- 高校女子団体が選抜大会で2位や、インターハイで優勝という成績を収めている。
- 中学生も選抜大会で2位など優秀な成績を収めている。
- 監督は佐藤利香と佐藤建剛が務めている。

### 剣道部
剣道部は2007年の選抜大会で準優勝を果たすなど、全国の強豪になりつつある。
2009年の玉竜旗高校剣道大会では初優勝を果たした。
また、中学校も2006年の全国大会で優勝を成し遂げている。

### バスケットボール部（男子）
バスケットボール部も近年、インターハイ・ウインターカップ出場を果たし、インターハイではベスト8を経験している。

#### 主な戦績
- ウインターカップ（選手権）13回出場
- インターハイ 12回出場

### バレーボール部（女子）

#### 主な戦績
- 春の高校バレー 8回出場
- インターハイ 出場

### ゴルフ部
1994年に男子ゴルフ部が第15回全国高等学校ゴルフ選手権大会にて優勝を遂げた。

## 著名な出身者

### 野球
- 河野博文
- 横田真之
- 藤本茂喜
- 近田豊年
- 山本誠
- 水尾嘉孝
- 町田公二郎
- 安田周一郎
- 津川力
- 宮﨑一彰
- 吉川昌宏
- 塩屋大輔
- 寺本四郎
- 高橋一正
- 森岡良介
- 筧裕次郎
- 中田亮二
- 松下建太
- 伊藤光
- 北川倫太郎
- 石橋良太
- 岸潤一郎
- 古賀優大
- 西浦颯大
- 市川悠太
- 代木大和
- 寺地隆成
- 吉村優聖歩
- 河野和洋
- 長谷高成泰
- 馬淵烈

中学校のみ在籍
- 田中大二郎
- 笠原将生
- 高田萌生
- 田村俊介

### サッカー
- 三都主アレサンドロ
- 永冨裕也
- 重光貴葵
- 松本憲
- 佐々木敦河

### バスケットボール
- 平尾充庸
- 中島良史

### ゴルフ
- 松山英樹 ※松山市立雄新中学校から転入
- 進藤大輔
- 横峯さくら

### 相撲
- 朝青龍明徳 ※高等学校中退（後に卒業認定）
- 朝赤龍太郎
- 琴奨菊和弘
- 栃煌山雄一郎
- 德勝龍誠
- 東龍強
- 大翔丸翔伍 ※中学校のみ在籍
- 千代翔馬富士雄 ※高等学校中退
- 朝紅龍琢馬
- 石崎涼馬

### その他
- 高知東生
- 関本大介（プロレス)

## 不祥事

### 野球部員による不祥事
2005年、高知県大会決勝で高知高校に延長12回の末、3-2で勝利し、第87回全国高校野球選手権大会への出場が決まっていたが、1年部員が同年5月から7月にかけ、上級生部員6人（このうち3人は甲子園大会にベンチ入り選手）からたたかれたり、正座をさせられたりした暴力行為を受けていたことが、7月15日に被害者の保護者が学校側に対し、いじめを受けているので学校をやめると申し出たことで問題が発覚。監督が部員6人とその保護者らとともに被害部員の実家へ謝罪に訪れたほか、学校側は生徒が在校中に使った費用相当額などを返却した。
また、高知大会が始まる前に1、2年生の部員計11人が喫煙していたことも判明。これらの事実について学校側は、日本高等学校野球連盟（日本高野連）に報告していなかった。集団喫煙については、1年生8人、2年生3人の部員が寮内で、たばこを吸っていたという。この11人の中はベンチ入り部員はいなかった。
8月1日から3日にかけて匿名の情報提供があり、日本高野連が関係者を呼んで事情聴取を進め、明徳義塾は3日に行われた組み合わせ抽選で、大会5日目に日本大学第三高等学校との試合が決まっていたが、4日、学校は大会本部に出場辞退を申し入れた。全国高校野球選手権大会で代表校が不祥事で出場辞退するのは初めての事態となった。代わりに高知県大会で準優勝だった高知高校が甲子園大会に出場した。
日本学生野球協会は2005年9月、明徳義塾に対して、2005年8月3日から6カ月の対外試合禁止、当時の部長、監督は同日から1年間の謹慎、副部長、コーチについては警告とする処分を発表した。しかし2005年11月、韓国へ修学旅行中だった宿泊先ホテルの売店で2年生野球部員5人が万引き事件を起こしたため、2006年1月25日に日本学生野球協会は、処分を1ヶ月延長することを決めた。2005年8月3日から半年間、対外試合を禁止されていたが今回の処置で、2006年3月2日まで処分が延びた。
日本高野連は2006年3月1日、部員の不祥事による2005年8月3日から7カ月間の対外試合禁止処分を、期日満了の3月2日に解除すると発表した。

### サッカー部内でのいじめ問題
- 男子生徒が、入学直後から部員を含む同級生らから悪口を言われたり蹴りを入れられたり、部員や監督らから中傷するような渾名で呼ばれるなどのいじめを受けるようになった。男子生徒はいじめに耐えられなくなり、2014年9月に高知市内の別の私立高校に転校。2015年1月20日にこの生徒と両親が、当時の同級生と保護者および明徳義塾に対し計約210万円の支払いを求め高知地方裁判所に訴訟を起こした[36]。その後2015年9月に和解が成立した（和解内容は非公表）[37]。

### 空手部関係者による体罰
- 2013年4月10日、職員が入学式で居眠りをしていた高校3年部員を副校長室に呼び出し十数回平手打ちした。同年7月には、監督が土佐市内の寮でけんかをした1年部員の顔を十数回平手打ちした。監督は、平手打ちをする前に部員の親に電話で「体罰する」と伝えていたことも明らかになった[38]。解任された空手部顧問は、その後顧問として再度復帰している[39]。

- 2020年、中学校に編入した空手部員（以下同部員）に対して入部初日からうさぎ跳びとバービージャンプを約1000回科し、病院に行くことを許可せず練習を強制した。入部から約13日後、病院で診察を受けた同部員の両足腓骨が骨折していることが判明した。報道によると同部員は顧問から他にも3度の暴行を受けている[40]。尚、体罰を行ったのは2013年に解任された監督である[41]。監督は部員を複数回平手打ちしたとして暴行容疑で高知県警察に書類送検され、その後、暴行罪で罰金30万円の略式命令を受けた[42][43]。

### 同級生による殺人未遂事件
- 2005年6月30日、竜国際キャンパスの校舎内で3年生の男子生徒が所持していた刃渡り約8cmのナイフで同級生の男子生徒の胸部を刺す殺人未遂事件が発生した[44]。